# Abraham Calderón
Abraham Calderón (Monterrey, 25 de noviembre de 1988) es un piloto de automovilismo mexicano. Actualmente conduce el Toyota ARRIS n.° 2 en la NASCAR México Series. En 2014 ganó el campeonato de la Toyota Series; previamente, había ganado el campeonato de la NASCAR México T4 Series en 2006.